# 秘密花園 (1949年電影)
《秘密花園》（英語：The Secret Garden）是一部於1949年上映的電影，故事源自法蘭西絲·霍森·柏納特的同名著作《秘密花園》。確實上映日期為1949年4月30日，故事描述一位生長於印度的英國女孩拜訪英國親戚的故事。

## 劇情
性格暴躁的瑪麗·倫諾克斯（瑪格麗特·奧布賴恩），出生在印度，父母非常富裕，但是她卻由於霍亂疫情成為孤兒，她被送到住她隱居的姑丈阿齊博爾德·克萊文（赫伯特·馬歇爾），並且遇見了她那長期臥床不起的表弟柯林（狄恩·史達威爾）。他們把一片荒涼的花園被稱為'秘密花園。女傭瑪莎的弟弟迪康（布賴恩·羅伯）告訴瑪麗花園暗門的位置。當迪康烏鴉挖掘到花園入口的鑰匙後，瑪麗和迪康進入花園，但他們卻發現花園十分荒涼，因為克萊文的妻子在一次事故中在花園死亡，繼而導致花園被永久關閉。他們決定不告訴別人他們的發現，並試圖讓花園恢復到其原有的景觀。在秘密花園的影響下，瑪麗變得越來越開放，柯林的健康不斷改善，阿齊博爾德的小氣個性亦因此而變淡。

## 演員
- 瑪格麗特·奧布賴恩 飾演 瑪麗·倫諾克斯（Mary Lennox）
- 赫伯特·馬歇爾 飾演 阿齊博爾德·克萊文（Archibald Craven）
- 狄恩·史達威爾 飾演 柯林·克萊文（Colin Craven）
- 布賴恩·羅珀 飾演 狄康·索爾比（Dickon Sowerby）
- 格拉迪斯·庫珀 飾演 梅德洛克夫人（Mrs. Medlock）
- 艾爾莎·蘭徹斯特 飾演 瑪莎·索爾比（Martha Sowerby）
- 雷金納德·歐文 飾演 班·威瑟斯塔夫（Ben Weatherstaff）
- 伊索貝爾·艾爾森 飾演 家庭女教師（Governess）
- 奧伯瑞·馬瑟 飾演 葛利德爾史東醫生（Dr. Griddlestone）
- 喬治·柴格 飾演 福特斯丘醫生（Dr. Fortescue）
- 羅威爾·吉爾摩爾 飾演 英國軍官（British Officer）
- 比利·貝文 飾演 巴尼（Barney）
- 丹尼斯·霍伊 飾演 皮契爾先生（Mr. Pitcher）
- 馬修·博爾頓 飾演 布隆萊先生（Mr. Bromley）
- 諾瑪·瓦登 飾演 護士（Nurse）
- 瑪妮·尼克森 飾演 唱歌時的瑪麗·倫諾克斯（singing voice of Mary Lennox）